# 15418 Sergiospinelli
15418 Sergiospinelli este un asteroid din centura principală de asteroizi.

## Descriere
15418 Sergiospinelli este un asteroid din centura principală de asteroizi. A fost descoperit pe 27 februarie 1998 la Cima Ekar de Giuseppe Forti și Maura Tombelli. Asteroidul prezintă o orbită caracterizată de o semiaxă mare de 2,78 ua, o excentricitate de 0,16 și o înclinație de 9,4° în raport cu ecliptica.